# Ljussläckare

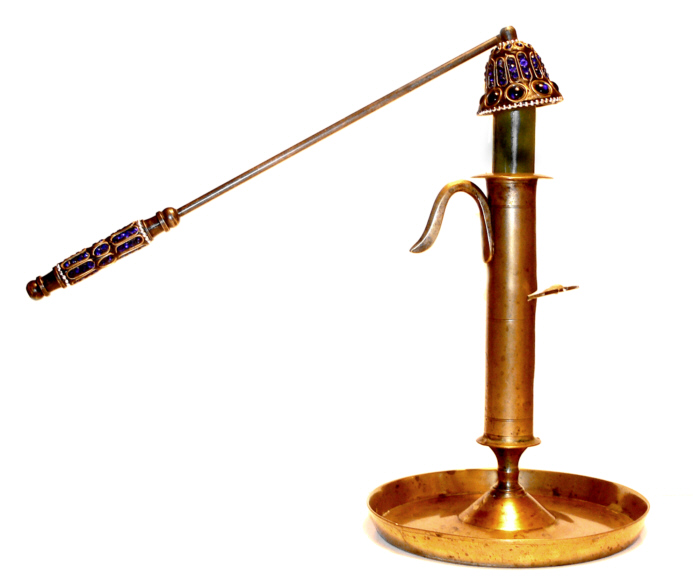
Ljussläckare

Ljussläckare är ett redskap som man använder för att släcka levande ljus. De är ofta i metall och kan ha en konformad kupa på ett skaft. Även saxformade ljussläckare förekommer. Benämningar som förekommit för ljussläckare är ljushatt,skäppa eller skeppare[källa behövs]. 
Det finns också ljussläckare som man trär på ljuset, och där ett litet lock fälls ned över veken när ljuset brunnit ned till den plats på ljuset där ljussläckaren sitter. Brandskyddsföreningen i Sverige varnar för dessa.
Ordet "ljussläckare" är belagt i svenska språket sedan 1734.